# اوروار برگمارک
اوروار برگمارک (انگلیسی: Orvar Bergmark; ۱۶ نوامبر ۱۹۳۰ – ۱۰ مهٔ ۲۰۰۴) بازیکن فوتبال اهل سوئد بود.
از باشگاه‌هایی که در آن بازی کرده‌است می‌توان به باشگاه فوتبال آ.اس. رم و باشگاه فوتبال ای‌آی‌کی اشاره کرد.
وی همچنین در تیم ملی فوتبال سوئد بازی کرده‌است.
وی در مسابقات کشوری و بین‌المللی در مجموع برندهٔ ۱ مدال طلا شده‌است.